# Калю Лепік
Калю Лепік (ест. Kalju Lepik; *7 жовтня 1920, Коеру — †30 травня 1999, Таллінн) — естонський поет, який майже все своє життя перебував у вигнані.
Свої перші вірші Калю Лепік опублікував у 1939 році. Він видав майже 20 поетичних збірок.